# Франклин, Джозайя
Джозайя Франклин (англ. Josiah Franklin; 23 декабря 1657, Эктон, Нортгемптоншир — 16 января 1745, Бостон, Массачусетс-Бэй, Британская Америка) — англо-американский бизнесмен, отец отца-основателя США Бенджамина Франклина.

## Биография
Джозайя Франклин родился 23 декабря 1657 года в деревне Эктон, Нортгемптоншир, Англия, он был девятым ребёнком в семье кузнеца Томаса Франклина (1598—1682) и его первой жены Джейн Франклин, урождённой Уайт (1617—1662).  
Его дед Томас Франклин был сыном Генри Франклина (1573—1631) и его жены Агнес Франклин, урождённой Джоанес (1574—1646). Томас Франклин снова женился и имел ещё детей. Джозайя Франклин работал красильщиком тканей в Эктоне. Франклин иммигрировал в американские колонии в 1682 году. Он был дважды женат и имел 17 детей: десять мальчиков и семь девочек. В Бостоне он был членом Конгрегационалистской церкви Старого Юга, где служил сборщиком десятины. 

## Первый брак
Первым браком Джозайя Франклин был женат на Энн Чайлд (1655—1689), который он ещё тогда заключил в 1677 году, и у них было семеро детей: Элизабет Франлкин (1678—1759), Сэмюэл Франклин (1681—1720), Ханна (1683—1723), Джозайя-младший (1685—1715), Энн Франклин (1687—1729), Джозеф Франклин (1688—1688), Джозеф Франклин II (1689—1689). Энн умерла от осложнений при родах Джозефа Франклина II. Переехав в Бостон, Джозайя занялся торговлей свечным маслом и мыловаром, потому что профессия которой он овладел с раннего детства — красильщик шерсти, не пользовалась спросом в Новой Англии.

## Второй брак с Абией Фолджер
В ноябре 1689 года Джозайя Франклин женился во второй раз на Абие Фолджер (1667—1752) в церкви Старого Юга. Она была дочерью Питера Фолджера (ум. 1690) и его жены Мэри Моррилл Фолджер (ок. 1620—1704). Питер Фолджер был школьным учителем, мельником и землемером.
От второго брака с Абией Фолджер Джозайя Франклин имел ещё 10 детей: 
- Джон Франклин (1690—1756)
- Питер Франклин (1692—1766)
- Мэри Франклин (1694—1730) — вышла замуж за Роберта Хоумса (1694—1727)
- Джеймс Франклин (1697—1735) — печатник, издатель и автор всех газет и альманахов в американских колониях.
- Сара Франклин (1699—1731) — вышла замуж за Джеймса Дэвенпорта (1693—1759)
- Эбенезер Франклин (1701—1702)
- Томас Франклин (1703—1706)
- Бенджамин Франклин (1706—1790) —  политический деятель, дипломат, изобретатель, учёный, философ, писатель, масон, полимат. Одна из самых влиятельных фигур XVIII века. Был женат на Деборе Рид (1708—1774), имел одного незаконнорождённого сына Уильяма Франклина (1730—1813) и ещё двоих детей: Френсиса Фолджера Франклина (1732—1736) и Сару Франклин (1743—1808), которая была замужем за генеральным почтмейстером США с 1776 по 1782 год Ричардом Бачем (1737—1811).
- Лидия Франклин (1708—1758) — вышла замуж за Роберта Скотта (1700—1747)
- Джейн Франклин Меком (1712—1794) — вышла замуж за Эдварда Мекома (1704—1765)

## Бенджамин Франклин
Джозайя настаивал на том, чтобы каждый из его сыновей изучал ремесло. Он мечтал о том, чтобы Бенджамин стал министром, но Джозайя мог позволить себе отправить сына в школу только на два года. Поскольку его юный Бенджамин любил читать, Джозайя отдал его в ученики к своему брату Джеймсу, который был печатником. Позже Бенджамин Франклин брал книги у своих друзей и самостоятельно изучал арифметику, грамматику и философию. У Бенджамина были очень прочные отношения с отцом, который оказал на Бенджамина большое влияние. 

## Смерть
Джозайя Франклин умер 16 января 1745 года в Бостоне в возрасте 87 лет.

На его мраморном надгробия поставленным его младшим сыном Бенджамином Франклином, написано:
Джозайа Франклин и Абия, жена его, погребены здесь.
Они счастливо прожили в супружестве пятьдесят пять лет.
Не имея ни поместья, ни выгодной должности,
Посредством труда и прилежания
(С благословения Божьего) —
Они содержали большую семью в достатке;
И вырастили тринадцать детей, и семь внуков достойным образом.
Пусть этот пример, читатель, поощрит тебя к прилежанию в твоем деле,
И надейся на провидение.
Он был благочестивым и благоразумным человеком, а она скромной и добродетельной женщиной.

Их младший сын, из сыновнего почтения к их памяти, поставил этот камень.

## Братья и сёстры
У Джозайи Франклина было восемь братьев и сестёр, большинство из которых умерли в младенчестве и детстве:
- Томас Франклин (1637—1702)
- Сэмюэл Франклин (1641—1663)
- Джон Франклин (1643—1691)
- Джозеф Франклин (1646—1683)
- Бенджамин Франклин (1650—1727)
- Ханна Франклин (1654—1712)